# Teulada (Hiszpania)
Teulada – gmina w Hiszpanii, w prowincji Alicante, we wspólnocie autonomicznej Walencja, o powierzchni 32,25 km². W 2011 roku liczyła 14 578 mieszkańców.